# Військові нагороди ВМС США
Військо́ві нагоро́ди Військово-морських сил США  — існуюча система нагороджень військовослужбовців, а також підрозділів й частин ВМС США за бойові подвиги, успішне виконання бойових завдань, відмінну поведінку та старанну службу під час виконання своїх обов'язків.
У нагородній системі ВМС США є низка загальних рис з нагородними системами інших країн, але і є свої власні особливості.

## Бойові та інші медалі ВМС та Корпусу морської піхоти США
| Військово-морський хрест | Медаль «За видатну службу» ВМС | Медаль ВМС та Корпусу морської піхоти | Похвальна медаль ВМС США | Медаль за досягнення ВМС США |
| ------------------------ | ------------------------------ | ------------------------------------- | ------------------------ | ---------------------------- |
|                          |                                |                                       |                          |                              |
|                          |                                |                                       |                          |                              |

## Експедіційні нагороди
| Експедиційна медаль ВМС | Експедиційна медаль Корпусу морської піхоти |
| ----------------------- | ------------------------------------------- |
|                         |                                             |
|                         |                                             |

## Медалі флоту та морської піхоти США за похвальну службу
| За відмінну поведінку у ВМС | За відмінну поведінку у КМП | За відмінну поведінку у складі Резерву ВМС | За відмінну поведінку у складі Резерву КМП |
| --------------------------- | --------------------------- | ------------------------------------------ | ------------------------------------------ |
|                             |                             |                                            |                                            |
|                             |                             |                                            |                                            |

## Нагороди частинам та підрозділам ВМС та КМП
| Подяка Президента для ВМС | За похвальну службу ВМС | За видатні заслуги | За бойову ефективність |
| ------------------------- | ----------------------- | ------------------ | ---------------------- |
|                           |                         |                    |                        |

## Нашивки за проходження служби
| За участь у бойових діях                   | За службу за кордоном                      | За службу на морі                     | За службу в Арктиці                |
| ------------------------------------------ | ------------------------------------------ | ------------------------------------- | ---------------------------------- |
|                                            |                                            |                                       |                                    |
| За проходження курсу рекрутів у складі ВМС | За проходження курсу рекрутів у складі КМП | Інструктора ВМС                       | Інструктора КМП                    |
|                                            |                                            |                                       |                                    |
| За службу при охороні посольств            | Влучного стрільця з гвинтівки              | Нашивка влучного стрільця з пістолету | За службу в церемоніальної гвардії |
|                                            |                                            |                                       |                                    |

| За службу в Резерві ВМС |
| ----------------------- |
|                         |

## Нагороди за влучну стрільбу
| За влучну стрільбу з гвинтівки | За влучну стрільбу з пістолету |
| ------------------------------ | ------------------------------ |
|                                |                                |
|                                |                                |